# Godbox
Godbox är en EP av Breach, utgiven på det tyska skivbolaget Chrome Saint Magnus 2000.

## Låtlista[1]
1. "Kill the Sun"
2. "Hardly Longer Reality"
3. "Leave"
4. "Seconds Away"
5. "Arranged Heart"